# Kaap naar het Zuiden
Kaap naar het zuiden (Franse titel: Cap au sud) is een documentaire uit 1935 van de Belgische cineast Henri Storck in samenwerking met de Nederlandse filmer John Fernhout. Het maakt deel uit van een drieluik samen met Paaseiland en De Driemaster Mercator.

## Verhaal
Deze film brengt de reis in beeld van het schip de Mercator en de plaatsen waar het langs vaart en aanlegt, zoals Pitcairn, Moorea, Fakarava, Hiva Ova en Honolulu. De landschappen, de sociale context en de tradities van de verschillende streken worden in beeld gebracht.

## Productie
In 1934 krijgt C.E.P., de distributie- en productiemaatschappij van Henri Storck en zakenman René-Ghislain Le Vaux, de opdracht van de Belgische Scheepvaartvereniging om het leven op de Mercator te filmen. Storck, die het te druk had met andere projecten, stuurde de Nederlandse cineast John Fernhout mee op de trip. De twee hielden de hele reis contact via telegrammen en brieven waarin Fernhout uitgebreid laat weten wat hij gefilmd heeft en Storck op zijn beurt antwoordt met instructies voor het camerawerk. Later zou het tot onenigheid komen tussen de twee omdat Fernhout dacht dat hij aan de montage zou meewerken, maar Storck werkte de film alleen af. Het eindresultaat is een documentaire van 25 minuten.
De film werd in België gedistribueerd door Les Artistes Associés. Daarnaast werd de film ook in het buitenland verdeeld zoals de Verenigde Staten, Frankrijk en zijn kolonies, Zwitserland, Australië, Canada, Engeland en alle andere Engelssprekende landen, wat een goede zaak was voor de Belgische filmindustrie.